# Winnipeg Jets (1972–1996)
Winnipeg Jets byl profesionální kanadský klub ledního hokeje, který sídlil ve Winnipegu v provincii Manitoba. V letech 1979–1996 působil v profesionální soutěži National Hockey League. Jets hrály ve své poslední sezóně v Centrální divizi v rámci Západní konference. Své domácí zápasy odehrával v hale Winnipeg Arena s kapacitou 15 393 diváků. Klubové barvy byly modrá, červená a bílá.
V letech 1972–1979 účastníkem ligy World Hockey Association (WHA), od roku 1979 pak v lize NHL. V roce 1996 se tým z finančních důvodů přestěhoval do Phoenixu v Arizoně, kde vznikl nový klub Phoenix Coyotes.

## Historie

### Období v lize WHA
Předchůdcem týmu Phoenix Coyotes bylo družstvo Winnipeg Jets. Ani jeden z obou týmů nikdy nepatřil k elitě NHL. Jets (česky tryskáči) se asi nejvíc proslavili tím, že v roce 1972 přemluvili Bobbyho Hulla, aby nehrál NHL, ale aby nastupoval za Winnipeg v soutěži WHA. V této soutěži s Hullem třikrát vyhráli titul. Na konci 70. let ovšem ligu zmohly finanční trable. Její „nejzdravější“ členové, kterými byli Winnipeg, Quebec, Edmonton a Hartford, se směli připojit k NHL. Kluby se mohly připojit pouze pod podmínkou ponechání maximálně dvou hráčů a dvou brankářů. Ostatní hráče si mezi sebou rozebraly ostatní týmy.

### Období v NHL
První sezónou pro Winnipeg byla sezóna 1979 – 1980, ve které skončil předposlední. Ve druhé sezóně vyhrál jenom devět utkání. V dresu Jets se v této sezóně objevil osmnáctiletý útočník Dale Hawerchuk, jenž získal 103 kanadské body (45+58) a získal Calder Trophy.
V následující sezóně se klub probojoval do play-off, kde v prvním kole podlehl St. Louis 1:3 na zápasy. Trenér týmu Tom Watt byl za tento vzestup odměněn Adams Award (trofej pro nejlepšího trenéra). Winnipeg se do čtvrtfinále dostal pouze dvakrát, v obou případech přes Calgary, ale poté byl ve čtvrtfinále vždy poražen výsledkem 4:0 na zápasy týmem Edmonton Oilers. V roce 1990 se Winnipeg utkal s Oilers již v osmifinále a téměř je porazil, ale Edmonton nakonec sérii obrátil ve svůj prospěch.
Krátce poté se Winnipeg dostal do finančních potíží a kvůli sporům o plat jej opustili Hawerchuk, Phil Housley, Bob Essensa a další hráči klubu. Teemu Selänne v sezóně 1992 – 1993 stanovil nováčkovský rekord v počtu získaných bodů, tento rekord dosud nikdo nepřekonal. Selänne dal 76 branek a jeho získaných 132 bodů mu vyneslo Calder Trophy. V únoru 1996 ho byl tým nucen vyměnit do Anaheimu. V létě téhož roku se klub odstěhoval do Phoenixu v Arizoně.

## Úspěchy
- Vítěz Avco World Trophy ( 3× )
  - 1975/76, 1977/78, 1978/79

## Individuální rekordy jednotlivých sezón
Zdroj: 
|     | sezóna NHL | Branky v ZČ                | Asistence v ZČ     | Body v ZČ          |
| 1.  | 1979/1980  | 35 Morris Lukowich         | 39 Morris Lukowich | 74 Morris Lukowich |
| 2.  | 1980/1981  | 33 Morris Lukowich         | 43 Dave Christian  | 71 Dave Christian  |
| 3.  | 1981/1982  | 45 Dale Hawerchuk          | 58 Dale Hawerchuk  | 103 Dale Hawerchuk |
| 4.  | 1982/1983  | 40 Dale Hawerchuk          | 61 Dave Babych     | 91 Dale Hawerchuk  |
| 5.  | 1983/1984  | 40 Paul MacLean            | 65 Dale Hawerchuk  | 102 Dale Hawerchuk |
| 6.  | 1984/1985  | 53 Dale Hawerchuk          | 77 Dale Hawerchuk  | 130 Dale Hawerchuk |
| 7.  | 1985/1986  | 46 Dale Hawerchuk          | 59 Dale Hawerchuk  | 105 Dale Hawerchuk |
| 8.  | 1986/1987  | 47 Dale Hawerchuk          | 53 Dale Hawerchuk  | 100 Dale Hawerchuk |
| 9.  | 1987/1988  | 44 Dale Hawerchuk          | 77 Dale Hawerchuk  | 121 Dale Hawerchuk |
| 10. | 1988/1989  | 41 Dale Hawerchuk          | 61 Thomas Steen    | 96 Dale Hawerchuk  |
| 11. | 1989/1990  | 32 Pat Elynuik Paul Fenton | 55 Dale Hawerchuk  | 81 Dale Hawerchuk  |
| 12. | 1990/1991  | 31 Pat Elynuik             | 53 Phil Housley    | 76 Phil Housley    |
| 13. | 1991/1992  | 32 Ed Olczyk               | 63 Phil Housley    | 86 Phil Housley    |
| 14. | 1992/1993  | 76 Teemu Selänne           | 79 Phil Housley    | 132 Teemu Selänne  |
| 15. | 1993/1994  | 41 Keith Tkachuk           | 45 Alexej Žamnov   | 81 Keith Tkachuk   |
| 16. | 1994/1995  | 30 Alexej Žamnov           | 35 Alexej Žamnov   | 65 Alexej Žamnov   |
| 17. | 1995/1996  | 50 Keith Tkachuk           | 62 Craig Janney    | 98 Keith Tkachuk   |

## Umístění v jednotlivých sezonách
Stručný přehled
Zdroj: 
- 1972–1974: World Hockey Association (Západní divize)
- 1974–1976: World Hockey Association (Kanadská divize)
- 1976–1977: World Hockey Association (Západní divize)
- 1977–1979: World Hockey Association
- 1979–1981: National Hockey League (Smytheova divize)
- 1981–1982: National Hockey League (Norrisova divize)
- 1982–1993: National Hockey League (Smytheova divize)
- 1993–1995: National Hockey League (Centrální divize)

Jednotlivé ročníky
Zdroj: 
Legenda: Z – zápasy, V – výhry, VP – výhry v prodloužení, R – remízy, P – porážky, PP – porážky v prodloužení, VG – vstřelené góly, OG – obdržené góly, +/- – rozdíl skóre, B – body, KPW – Konference Prince z Walesu, CK – Campbellova konference, ZK – Západní konference, VK – Východní konference, fialové podbarvení – reorganizace, změna skupiny či soutěže
| USA / Kanada (1972 – 1996) |                        |        |    |    |    |    |    |    |     |     |      |     |        |                |
| Sezóny                     | Liga                   | Úroveň | Z  | V  | VP | R  | PP | P  | VG  | OG  | +/-  | B   | Pozice | Play-off       |
| 1972/73                    | WHA (Západní divize)   | –      | 78 | 43 | –  | 4  | –  | 31 | 285 | 249 | +36  | 90  | 1.     | Finále         |
| 1973/74                    | WHA (Západní divize)   | –      | 78 | 34 | –  | 5  | –  | 39 | 264 | 296 | -32  | 73  | 4.     | Čtvrtfinále    |
| 1974/75                    | WHA (Kanadská divize)  | –      | 78 | 38 | –  | 5  | –  | 35 | 322 | 293 | +29  | 81  | 3.     | Ne             |
| 1975/76                    | WHA (Kanadská divize)  | –      | 81 | 52 | –  | 2  | –  | 27 | 345 | 254 | +91  | 106 | 1.     | Vítěz          |
| 1976/77                    | WHA (Západní divize)   | –      | 81 | 46 | –  | 2  | –  | 32 | 366 | 291 | +75  | 94  | 2.     | Finále         |
| 1977/78                    | WHA                    | –      | 80 | 50 | –  | 2  | –  | 28 | 381 | 270 | +111 | 102 | 1.     | Vítěz          |
| 1978/79                    | WHA                    | –      | 80 | 38 | –  | 6  | –  | 35 | 307 | 306 | +1   | 84  | 3.     | Vítěz          |
| 1979/80                    | NHL (Smytheova divize) | 1      | 80 | 20 | –  | 11 | –  | 49 | 214 | 314 | -100 | 51  | 5.     | Ne             |
| 1980/81                    | NHL (Smytheova divize) | 1      | 80 | 9  | –  | 14 | –  | 57 | 246 | 400 | -154 | 32  | 5.     | Ne             |
| 1981/82                    | NHL (Norrisova divize) | 1      | 80 | 33 | –  | 14 | –  | 33 | 319 | 332 | -13  | 80  | 2.     | Čtvrtfinále CK |
| 1982/83                    | NHL (Smytheova divize) | 1      | 80 | 33 | –  | 8  | –  | 39 | 311 | 333 | -22  | 74  | 4.     | Čtvrtfinále CK |
| 1983/84                    | NHL (Smytheova divize) | 1      | 80 | 31 | –  | 11 | –  | 38 | 340 | 374 | -34  | 73  | 4.     | Čtvrtfinále CK |
| 1984/85                    | NHL (Smytheova divize) | 1      | 80 | 43 | –  | 10 | –  | 27 | 358 | 332 | +26  | 96  | 2.     | Semifinále CK  |
| 1985/86                    | NHL (Smytheova divize) | 1      | 80 | 26 | –  | 7  | –  | 47 | 295 | 372 | -77  | 59  | 3.     | Čtvrtfinále CK |
| 1986/87                    | NHL (Smytheova divize) | 1      | 80 | 40 | –  | 8  | –  | 32 | 279 | 271 | +8   | 88  | 3.     | Semifinále CK  |
| 1987/88                    | NHL (Smytheova divize) | 1      | 80 | 33 | –  | 11 | –  | 36 | 292 | 310 | -18  | 77  | 3.     | Čtvrtfinále CK |
| 1988/89                    | NHL (Smytheova divize) | 1      | 80 | 26 | –  | 12 | –  | 42 | 300 | 355 | -55  | 64  | 5.     | Ne             |
| 1989/90                    | NHL (Smytheova divize) | 1      | 80 | 37 | –  | 11 | –  | 32 | 298 | 290 | +8   | 85  | 3.     | Čtvrtfinále CK |
| 1990/91                    | NHL (Smytheova divize) | 1      | 80 | 26 | –  | 11 | –  | 43 | 260 | 288 | -28  | 63  | 5.     | Ne             |
| 1991/92                    | NHL (Smytheova divize) | 1      | 80 | 33 | –  | 15 | –  | 32 | 251 | 244 | +7   | 81  | 4.     | Čtvrtfinále CK |
| 1992/93                    | NHL (Smytheova divize) | 1      | 84 | 40 | –  | 7  | –  | 37 | 322 | 320 | +2   | 87  | 4.     | Čtvrtfinále CK |
| 1993/94                    | NHL (Centrální divize) | 1      | 84 | 24 | –  | 9  | –  | 51 | 245 | 344 | -99  | 57  | 6.     | Ne             |
| 1994/95                    | NHL (Centrální divize) | 1      | 48 | 16 | –  | 7  | –  | 25 | 157 | 177 | -20  | 39  | 6.     | Ne             |
| 1995/96                    | NHL (Centrální divize) | 1      | 82 | 36 | –  | 6  | –  | 40 | 275 | 291 | -16  | 78  | 5.     | Čtvrtfinále ZK |

### Přehled kapitánů a trenérů v jednotlivých sezónách
Zdroj: 
| Sezóna    | Kapitán           | Hlavní trenér |
| --------- | ----------------- | ------------- |
| 1972/1973 | Ab McDonald       | Bobby Hull    |
| 1973/1974 | Ab McDonald       | Bobby Hull    |
| 1974/1975 | Ab McDonald       | Bobby Hull    |
| 1975/1976 | Ab McDonald       | Bobby Hull    |
| 1976/1977 | Lars-Erik Sjöberg | Bobby Kromm   |
| 1977/1978 | Lars-Erik Sjöberg | Bobby Kromm   |
| 1978/1979 | Barry Long        | Larry Hillman |
| 1979/1980 | Lars-Erik Sjöberg | Tom McVie     |
| 1980/1981 | Scott Campbell    | Tom McVie     |
| 1981/1982 | Barry Long        | Tom Watt      |
| 1982/1983 | Barry Long        | Tom Watt      |
| 1983/1984 | Barry Long        | Barry Long    |
| 1984/1985 | Barry Long        | Barry Long    |
| 1985/1986 | Barry Long        | Barry Long    |
| 1986/1987 | Dale Hawerchuk    | Barry Long    |
| 1987/1988 | Dale Hawerchuk    | Barry Long    |
| 1988/1989 | Dale Hawerchuk    | Barry Long    |
| 1989/1990 | Dale Hawerchuk    | Bob Murdoch   |
| 1990/1991 | Dale Hawerchuk    | John Paddock  |
| 1991/1992 | Dale Hawerchuk    | John Paddock  |
| 1992/1993 | Dean Kennedy      | John Paddock  |
| 1993/1994 | Dean Kennedy      | John Paddock  |
| 1994/1995 | Keith Tkachuk     | John Paddock  |
| 1995/1996 | Keith Tkachuk     | John Paddock  |